# Saula ferruginea
Saula ferruginea es una especie de coleóptero de la familia Endomychidae.

## Distribución geográfica
Habita en Sri Lanka, India y Sumatra.